# Lâu Diệp
Lâu Diệp (giản thể: 娄烨; phồn thể: 婁燁; bính âm: Lóu Yè; Wade–Giles: Lou Yeh, sinh năm 1965) là một nhà biên kịch kiêm đạo diễn người Trung Quốc, thường được xếp trong "Thế hệ đạo diễn thứ 6" của nền điện ảnh Trung Quốc.

## Sự nghiệp
Sinh ra ở Thượng Hải, Lâu theo học tại Học viện Điện ảnh Bắc Kinh. Năm 1993, ông làm bộ phim điện ảnh đầu tay mang tên Người tình cuối tuần, song hai năm sau phim mới được phát hành, có buổi trình chiếu toàn thế giới tại Liên hoan phim quốc tế Mannheim-Heidelberg, nơi tác phẩm giành giải Rainer Werner Fassbinder. Giữa lúc hoàn thành và ra mắt Người tình cuối tuần, ông đã làm và công chiếu Nguy tình thiếu nữ, một tác phẩm giật gân nói về một cô gái thấy những cơn ác mộng của mình thành hiện thực vào năm 1994. Tuy nhiên, đến bộ phim thứ ba, tác phẩm neo-noir Sông Tô Châu thì Lâu mới thu hút sự chú ý của quốc tế. Bộ phim xoay quanh những câu hỏi về danh tính và gây khá nhiều tranh cãi khi trình chiếu ở Trung Quốc. Ở thời điểm phát hành, khán giả quốc tế đã dành lời khen ngợi Sông Tô Châu, làm nhiều nhà phê bình thấy liên tưởng tới phim Vertigo của Alfred Hitchcock, đặc biệt là cách cả hai tác phẩm chú trọng vào một người đàn ông ám ảnh với một phụ nữ bí ẩn. Năm 1998, Lâu Diệp cùng với nữ diễn viên Nại An (đóng trong hai bộ phim đầu tiên của ông vả cả phim Sông Tô Châu) đã thành lập công ty sản xuất phim Dream Factory - đơn vị sẽ sản xuất toàn bộ các tác phẩm của Lâu.
Năm 2003, Lâu Diệp trình làng phim Tử hồ điệp có Chương Tử Di đóng. Tác phẩm kể về sự trả thù và phản bội diễn ra trong thời kì Thượng Hải bị Nhật Bản chiếm đóng, với cấu trúc kể chuyện phức tạp vay mượn nhiều từ các phim noir cũ. Dự án phim kế tiếp của Lâu mang tên Di Hoà Viên (2006), một câu chuyện về cặp tình nhân giữa thời buổi các cuộc biểu tình ở Quảng trường Thiên An Môn năm 1989; phim một lần nữa làm Lâu dính vào hiếm khích với chính quyền Trung Quốc, kết quả là ông và nhà sản xuất phim bị cấm hoạt động trong 5 năm. Để lách lệnh cấm, bộ phim tiếp theo của ông mang tên Xuân phong trầm túy đích dạ hoàng được ghi hình lén ở Nam Kinh và đăng ký là tác phẩm hợp tác sản xuất của Hồng Kông-Pháp nhằm tránh kiểm duyệt. Phim tham gia tranh giải tại Liên hoan phim Cannes 2009 và biên kịch Mai Phong đã giành giải Kịch bản hay nhất. 

### Vấn đề kiểm duyệt
Những bộ phim của Lâu Diệp gây tranh cãi về mặt nội dung và thường đề cập đến những vấn đề tình dục, giới tính và nỗi ám ảnh. Các nhà kiểm duyệt của chính phủ đã cấm phát hành bộ phim đầu tiên của ông là Người tình cuối tuần trong hai năm, còn tác phẩm đột phá của Lưu là Sông Tô Châu vẫn bị cấm chiếu (còn Lâu nhận án cấm làm phim trong 2 năm). Không lâu sau, sau khi Lâu gửi phim Di Hoà Viên đi dự Liên hoan phim Cannes 2006 mà không có sự cho phép của các nhà kiểm duyệt Trung Quốc, ông một lần nữa bị cấm làm phim, lần này là trong thời hạn 5 năm. Bản thân bộ phim cũng bị cấm chiếu, mặc dù theo Lâu nguyên nhân là vì phim không đáp ứng các tiêu chuẩn về hình ảnh và âm thanh của Tổng cục Quảng bá Phát thanh Truyền hình Quốc gia Trung Quốc. Năm 2016, phim Trong gió có đám mây tạo mưa đóng máy. Phim nói về các vụ trục xuất cưỡng chế, cuộc biểu tình của người dân và các cảnh bạo lực như giết người và đốt xác. Nam diễn viên người Hồng Kông Trần Quán Hy cũng đóng trong phim này. Do đó, tác phẩm không được phép trong hơn hai năm. Năm 2018, cuối cùng phim đã có buổi trình chiếu toàn thế giới tại Liên hoan phim Kim Mã của Đài Loan.

## Danh sách phim
| Năm  | Tựa tạm dịch                      | Tựa tiếng Trung Quốc | Ghi chú                                                                                  |  |
| ---- | --------------------------------- | -------------------- | ---------------------------------------------------------------------------------------- |  |
| 1994 | Nguy tình thiểu nữ                | 危情少女             |                                                                                          |  |
| 1995 | Người tình cuối tuần              | 周末情人             | Giải Werner Fassbinder cho đạo diễn xuất sắc nhất tại Liên hoan phim Mannheim-Heidelberg |  |
| 2000 | Sông Tô Châu                      | 苏州河               | Giải Tiger tại Liên hoan phim quốc tế Rotterdam 1999                                     |  |
| 2001 | "Ở Thượng Hải"                    | 在上海               | Phim tài liệu ngắn 16m                                                                   |  |
| 2003 | Tử hồ điệp                        | 紫蝴蝶               | Đề cử — Cành cọ vàng tại Liên hoan phim Cannes 2003                                      |  |
| 2006 | Di Hoà Viên                       | 頤和園               | Đề cử — Cành cọ vàng tại Liên hoan phim Cannes 2006                                      |  |
| 2009 | Xuân phong trầm túy đích dạ hoàng | 春风沉醉的夜晚       | Giải kịch bản hay nhất tại Liên hoan phim Cannes 2009                                    |  |
| 2011 | Hoa                               | 花                   |                                                                                          |  |
| 2012 | Phù thành mê sự                   | 浮城谜事             | Giải điện ảnh châu Á cho phim hay nhất                                                   |  |
| 2014 | Thôi nã                           | 推拿                 | Giải Kim Mã cho phim điện ảnh hay nhất                                                   |  |
| 2018 | Trong gió có đám mây tạo mưa      | 风中有朵雨做的云     |                                                                                          |  |
| 2019 | Đại kịch viện Lan Tâm             | 兰心大剧院           | Đề cử – Giải Sư tử vàng tại Liên hoan phim quốc tế Venezia lần thứ 76                    |  |